# Liste der Naturdenkmale in Weiler bei Bingen
Die Liste der Naturdenkmale in Weiler bei Bingen nennt die im Gemeindegebiet von Weiler bei Bingen ausgewiesenen Naturdenkmale (Stand 1. Mai 2024).

## Naturdenkmale
| Nr.         | Bezeichnung   | Lage                                       | Beschreibung                                                                       | Bild                          |
| ----------- | ------------- | ------------------------------------------ | ---------------------------------------------------------------------------------- | ----------------------------- |
| ND-7339-045 | Kaiserkranz   | nordwestlich des Ortes beim Jägerhaus Lage | Picea abies, fünf von ursprünglich sechs Bäumen, 1804 zu Ehren Napoleons gepflanzt | Fotos hochladen               |
| ND-7339-050 | Schlägelskopf | nordwestlich des Ortes am Schägleberg Lage | Felspartie; flächenhaftes Naturdenkmal, ca. 1 ha                                   | mehr Fotos \| Fotos hochladen |

## Ehemalige Naturdenkmale
| Nr. | Bezeichnung              | Lage                                                     | Beschreibung | Bild                                    |
| --- | ------------------------ | -------------------------------------------------------- | --- | --------------------------------------- |
|     | Drei Mehlbeerbäume       | nordwestlich des Ortes beim Jägerhaus Lage               | Sorbus aria, drei Bäume; Rechtsverordnung aufgehoben                                                                  | Direkt Bild zu diesem Denkmal hochladen |
|     | 14 Edelkastanien         | nordwestlich des Ortes am Südhang des Veitsbergs Lage    | Castanea sativa, 14 Bäume; Rechtsverordnung aufgehoben                                                                | Direkt Bild zu diesem Denkmal hochladen |
|     | Fünf Tulpenbäume im Sulg | nordwestlich des Ortes; Abteilung Sulg Lage              | Liriodendron tulipifera; Rechtsverordnung aufgehoben                                                                  | Direkt Bild zu diesem Denkmal hochladen |
|     | Forstbotanischer Garten  | nordwestlich des Ortes beim Forsthaus Heiligenkreuz Lage | Arboretum mit ca. 80 Baumarten, um 1930 angelegt; flächenhaftes Naturdenkmal, ca. 1,5 ha; Rechtsverordnung aufgehoben | Direkt Bild zu diesem Denkmal hochladen |